# شريان دمعي
شريان دمعي (بالإنجليزية: Lacrimal artery)‏‏هو شريان يتفرعُ من شريان عيني.

## فروعه
يخرجُ منه الفروع التالية:
- شرايين جفنية وحشية